# George Webb
För kompositören, se George James Webb.
George Webb, född 9 juni 1911, död 30 december 1998, var en engelsk skådespelare. Han var mest känd för sin roll som "Daddy" i den brittiska sitcomserien Skenet bedrar. Han dök också upp i några episoder av Mr. Bean.
Hans karaktär i Skenet bedrar pratade väldigt lite, hans mest använda citat var "What's going on here" och "It was horrifying!".
Skenet bedrar var hans sista roll innan han dog 1998.

## TV-roller
| År        | Serie               | Karaktär       |
| --------- | ------------------- | -------------- |
| 1990-1995 | Skenet bedrar       | Daddy          |
| 1995      | Mr. Bean            | Rektor         |
| 1966-1970 | The Troubleshooters | Henri Vassiere |
| 1965      | The Wednesday Play  | Jim Ritchie    |